# Ana María Vicent Zaragoza
Ana María Vicent Zaragoza (Alcoy, 1923 - Córdoba, 21 de abril de 2010) fue una arqueóloga española, directora del Museo Arqueológico de Córdoba entre 1959 y 1987 y miembro de las academias de bellas artes de San Fernando, Santa Isabel de Hungría en Córdoba y del Instituto Arqueológico Alemán.

## Biografía

### Educación
En su infancia y adolescencia fue influenciada por los contactos que su padre mantenía con arqueólogos y artistas plásticos valencianos. Licenciada en Ciencias históricas en la Facultad de Filosofía y Letras de la Universidad de Valencia en 1948, pasó a ocupar una plaza como profesora ayudante de arqueología en dicha universidad. De 1949 a 1955 ocupó la ayudantía de Historia del Arte medieval, en las asignaturas de Arqueología, Paleografía, Historia del Arte Universal, Medieval y Moderno, a la par que colaboraba con el Museo de Bellas Artes de San Carlos de Valencia. En 1950 consigue una beca de la Institución Cultural "Alfonso el Magnánimo" de la Diputación de Valencia con objeto de realizar un trabajo sobre la arquitectura gótica valenciana.
En 1955 se trasladó a Madrid con una beca del Consejo Superior de Investigaciones Científicas (CSIC) para el Instituto Diego Velázquez de Arte y Arqueología, consiguiendo plaza de profesora ayudante del Seminario de Prehistoria y Etnología en la Universidad de Madrid. También obtuvo una beca en la Escuela de Historia y Arqueología de España en Roma, del Consejo Superior de Investigaciones Científicas. Desde diciembre de 1956 perteneció al Instituto Español de Prehistoria, también perteneciente al Consejo Superior de Investigaciones Científicas. En los años 1957 y 1958 amplió sus estudios en Roma, Rávena y Florencia y se diplomó en Arqueología paleocristiana y bizantina por la Universidad de Bolonia. En 1958 fue profesora adjunta de Prehistoria y Etnología en la Complutense madrileña, y en 1959 accedió por oposición al Cuerpo Facultativo de Archivos, Bibliotecas y Museos, con el número uno de su promoción.

### Museo Arqueológico de Córdoba
En 1959 tomó posesión como directora del Museo Arqueológico Provincial de Córdoba, sustituyendo a Samuel de los Santos. Como homenaje a su predecesor, consiguió que el Ayuntamiento denominara una calle cerca de la Mezquita como calle Samuel de los Santos y Gener.
Su primer objetivo fue instalar el museo en su nueva sede en el palacio de los Páez de Castillejo, encargándose de organizar las diferentes piezas: en la planta baja, desde la Prehistoria hasta época visigoda; en la primera planta; de época medieval. En 1969 es nombrada consejera provincial de Bellas Artes y presidenta de la Comisión de Protección del Patrimonio Histórico-Artístico de Córdoba. En 1974 consigue obtener unos terrenos colindantes al Museo cordobés para su ampliación y visita Argelia para tantear una posible colaboración arqueológica. Un año después crea la revista Corduba Archaelogica como boletín del museo.
Durante los 30 años que permaneció al frente del Museo cordobés destacó su pasión por el rescate del patrimonio histórico-artístico. Excavó e investigó en muchos yacimientos de la provincia y en más de cien solares urbanos, siendo nombrada en 1980 inspectora provincial de Yacimientos Arqueológicos. En 1987 recibió un sentido homenaje en Córdoba por sus trabajos tras su dimisión como directora. 

### Fallecimiento
En 1989 se trasladó a Madrid, donde fue nombrada vicepresidenta de la Asociación de Protectores y Amigos del Museo Arqueológico Nacional y desde 1999 hasta su fallecimiento fue vocal de la Junta Directiva.

## Instituciones a las que perteneció
- Miembro correspondiente del Instituto Arqueológico Alemán (1969).
- Miembro de la Real Academia de Bellas Artes de San Fernando (1970).
- Miembro de la Real Academia de Bellas Artes de Santa Isabel de Hungría (1976).
- Miembro de la sección de Ciencias históricas de la Real Academia de Ciencias, Bellas Letras y Nobles Artes de Córdoba (1989)
- Miembro de la Universidad de Valencia (España).

## Premios y distinciones
- Medalla al Mérito Turístico (1969)
- Medalla de Oro al Mérito de la ciudad de Córdoba (1969)
- Medalla de Plata al Mérito en las Bellas Artes (1972)
- Miembro de Honor del Ateneo de Córdoba (1995)

## Reconocimientos
En 2020, fue incluida dentro del proyecto "Mujeres Investigadoras en los Archivos Estatales (1900-1970)" para la descripción archivistica y creación de un micrositio especifico en el Portal de Archivos Españoles (PARES), desarrollado entre 2020-2023. Este proyecto ha sido impulsado por la Subdirección General de Archivos Estatales, con el objetivo visibilizar la labor de investigación realizada en España por las mujeres en el intervalo 1900-1970 partiendo de los registros documentales que se conservan en los Archivos de Gestión de los AAEE del Ministerio de Cultura (el Archivo Histórico Nacional, el Archivo de la Corona de Aragón, el Archivo General de Simancas, el Archivo General de Indias, el Archivo de la Real Chancilleria de Valladolid, el Archivo General de la Administración y el Centro de Información Documental de Archivos).